# Lutz Martin
Lutz Martin (* 28. September 1954 in Olbernhau) ist ein deutscher Vorderasiatischer Archäologe. Er war bis zu seiner Pensionierung Kurator und stellvertretender Leiter des Vorderasiatischen Museums der Staatlichen Museen zu Berlin.
Nach einer Ausbildung zum Geologiefacharbeiter und mehrjähriger Tätigkeit in der geologischen Forschung und Erkundung in Freiberg studierte Martin von 1980 bis 1985 an der Humboldt-Universität zu Berlin Vorderasiatische Archäologie und Altorientalistik. Nach dem Diplom-Abschluss arbeitete Martin als wissenschaftlicher Mitarbeiter am Bereich Alter Orient des Zentralinstituts für Alte Geschichte und Archäologie in Berlin. Hier war er an der Aufarbeitung der Grabungsfunde aus Uruk (Warka) im Vorderasiatischen Museum und an den Grabungen des Instituts in Karasura, Bulgarien und Tell Abu Hgaira, Syrien, dort zuletzt als örtlicher Grabungsleiter, beteiligt. 1993 wurde Martin mit einer Arbeit über die Steingefäße aus Uruk / Warka als kulturhistorische Informationsquelle an der Humboldt-Universität promoviert.
Seit 1994 war Martin als wissenschaftlicher Mitarbeiter am Vorderasiatischen Museum für den Sammlungsbereich Syrien/Palästina und für die archäologischen Feldforschungen des Museums zuständig. Er leitete die Ausgrabungen des Museums von 1993 bis 1998 am Tell Knedig und war seit 2001 gemeinsam mit Nadja Cholidis als Projektkoordinator für das Tell-Halaf-Restaurierungsprojekt und seit 2006 als Projektleiter für die gemeinsamen deutsch-syrischen Ausgrabungen am Tell Halaf verantwortlich. Er war stellvertretender Direktor des Vorderasiatischen Museums und nach dem Ausscheiden von Markus Hilgert dessen kommissarischer Leiter, bis im Frühjahr 2019 Barbara Helwing die Stelle als Leiterin übernahm. Zum Ende des Jahres 2019 ging Martin in den Ruhestand, Nachfolgerin als stellvertretende Direktorin  wurde Nadja Cholidis.
Seit 1998 ist Martin Korrespondierendes Mitglied des Türkischen Instituts für Altertumskunde in Istanbul, seit 2006 Mitglied des Kuratoriums der Max Freiherr von Oppenheim-Stiftung und seit 2014 korrespondierendes Mitglied des Deutschen Archäologischen Instituts.

## Publikationen (Auswahl)
- Die Steingefäße von Uruk als kulturhistorische Informationsquelle. (Dissertation) Berlin 1993.
- mit Elke Lindemeyer: Uruk. Kleinfunde III. (= Ausgrabungen in Uruk/Warka Endberichte Band 9) Mainz 1993, ISBN 3-8053-1546-5.
- mit Nadja Cholidis: Kopf hoch! Mut hoch! und Humor hoch! Der Tell Halaf und sein Ausgräber Max Freiherr von Oppenheim. Mainz 2002, ISBN 3-8053-2853-2.
- mit Evelyn Klengel-Brandt und Sabina Kulemann-Ossen: Tall Knedig. Die Ergebnisse der Ausgrabungen des Vorderasiatischen Museums Berlin in Nordost-Syrien von 1993 bis 1998. (= Wissenschaftliche Veröffentlichungen der Deutschen Orient-Gesellschaft, Band 113), Saarwellingen 2005, ISBN 3-930843-97-8.
- mit Nadja Cholidis und F. Ismail: Tall Halaf wa al-manqib al-atari fun Opnhaimm. Dimašq, 2006.
- als Herausgeber mit Nadja Cholidis: Tell Halaf. Im Krieg zerstörte Denkmäler und ihre Restaurierung. De Gruyter, Berlin 2010, ISBN 978-3-11-022935-6.
- als Herausgeber mit Nadja Cholidis: Die geretteten Götter aus dem Palast vom Tell Halaf. Verlag Schnell & Steiner GmbH, Regensburg 2011, ISBN 978-3-7954-2449-7.
- als Herausgeber mit Dominik Bonatz: 100 Jahre Feldforschungen in Nordost-Syrien – Eine Bilanz. Harrassowitz Verlag, Wiesbaden 2013, ISBN 978-3-447-10009-0.
- als Herausgeber mit Abd-el-Masih Hanna Baghdo, Mirko Novák und Winfried Orthmann: Tell Halaf. Vorberichte über die erste und zweite syrisch-deutsche Grabungskampagne. Harrassowitz Verlag Wiesbaden 2009, ISBN 978-3-447-06068-4.
- als Herausgeber mit Abd-el-Masih Hanna Baghdo, Mirko Novák und Winfried Orthmann: Tell Halaf. Vorbericht über die dritte bis fünfte syrisch-deutsche Grabungskampagne. Harrassowitz Verlag, Wiesbaden 2012, ISBN 978-3-447-06828-4.
- als Herausgeber mit Christopher Freiherr von Oppenheim, Max Freiherr von Oppenheim Stiftung (Hrsg.): Max von Oppenheim und die arabische Welt. Die Stiftung des Diplomaten, Forschers und Sammlers. Mit Beiträgen von Lutz Martin, Nadja Cholidis, Marc Hanisch, Gabriele Teichmann, Beate Wiesmüller. Wienand, Köln 2019, ISBN 978-3-86832-537-9.